# Palazzo della Gran Guardia (Palermo)
Il Palazzo della Gran Guardia è un palazzo storico di Palermo; si trova ad angolo tra Via Vittorio Emanuele e Piazza Marina.

## Storia
Fu costruito nel 1785 come alloggio per le guardie del carcere della Vicaria.
In origine aveva tre piani (dal piano terra al 2º piano), ma nei primi anni del '900 venne modificato il prospetto ed aggiunto un piano.
Verso la fine del 1800 divenne la sede della compagnia Navigazione Generale Italiana della famiglia Florio.
Nello stesso palazzo vi era - almeno dal 1862 - il Caffè Oreto, uno dei caffè più popolari della città, frequentato da Oscar Wilde durante la sua visita a Palermo nell'aprile del 1900, e da Joe Petrosino sino alla sera del suo omicidio (12 Marzo 1909).
Adesso appartiene all'ASP di Agrigento.